# 香港移民潮

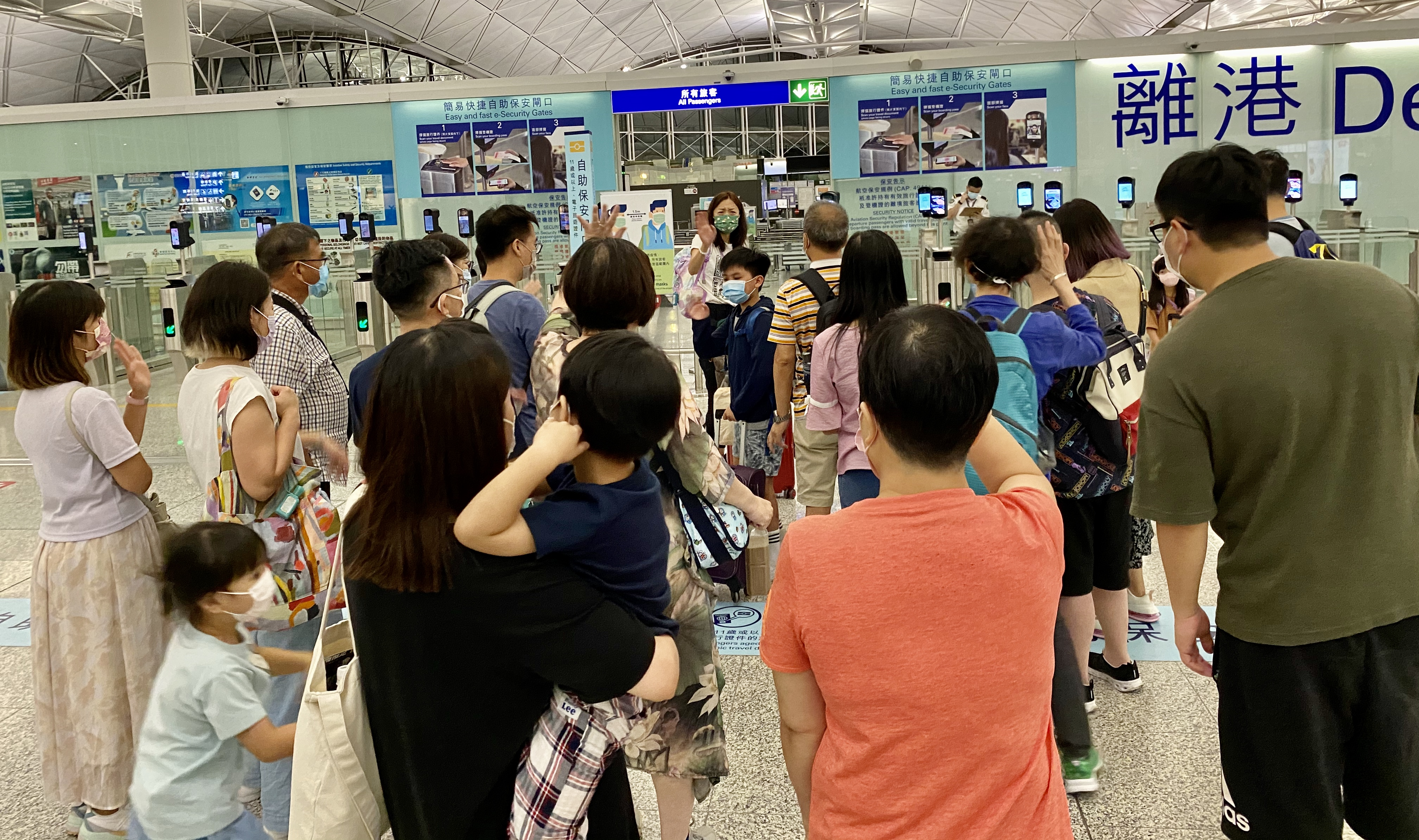
2021年7月18日晚間英國LOTR安排屆滿前夕，大批香港人趕上前往英國的「尾班機」，可以在抵達英國後再申請BNO5+1移民簽證，香港國際機場籠罩在一片離愁別緒中，氣氛凝重。

香港移民潮（英語：Hong Kong Emigration Wave，另稱脫港潮）指香港歷史上居民大規模移民外國的現象。

## 歷史

### 戰後
第二次世界大戰結束後，香港經濟開始向工商業轉型，農業式微並對新界農村的傳統經濟活動造成沉重打擊，使到不少新界原居民因生計斷絕而向英屬香港政府申請入籍，並循當時「英國及殖民地公民」（CUKC）身份獲賦予的權利移民英國，由於他們的教育程度不高，移民後主要從事餐飲行業。然而，自英國政府於1960年代訂立《1962年英聯邦入境法令》，收緊殖民地公民前赴英國定居的要求後，這輪移民潮有所緩和，但一直到1970年代仍不斷有新界原居民透過親屬關係或通過在當地開店同村村民招聘，並以工作簽證方式移民英國。而這段時間亦有部份香港男性透過擔任遠洋船員工作，並以跳船上岸方式移民到荷蘭、中南美洲和美國等地區。

### 六七暴動
1967年香港發生六七暴動，鬥委會發動連串炸彈恐怖襲擊引致香港社會動盪不安，並且引發六七股災，一些比較富裕的香港居民對香港前景憂慮，選擇移居外地。同時隨著香港農業更趨式微，更多新界原居民在此時移居外地；而香港市區其他有能力移居的家庭，在此時亦移民到東南亞、南非或者中南美洲（到中南美洲的香港人一般透過早年已定居當地的親屬移民）等；亦有香港女子在此階段與美國當地的單身男性華僑結婚而移居當地。

### 中英談判
自1980年代起，中英就香港前途問題展開談判，以至鄧小平决定1997年中國收回香港，而部份香港人對中國共產黨缺乏信任，因此對香港前境感到不明朗，憂慮香港日後能否繼續維持其自由金融地位，以至自由的政治制度会否被取代。
1984年12月19日，英國與中国簽署《中英聯合聲明》，確立1997年香港主權移交。由於不少香港居民曾經在中國大陸經歷政治動盪，也有很多香港人對中国共产党統治感到抗拒，因此部份香港人開始有了移民之打算，1980年代中後期平均每年約有20000多個港人移居海外。

### 六四事件
雖然《聯合聲明》簽訂後，香港社會上已經開始有移民的討論，但真正引爆移民潮的還是1989年「六四事件」。香港經歷了上百萬居民上街聲援北京學運的情景之後，天安門鎮壓留下的陰影籠罩香港。資深記者謝志峰、鄧翼群在合著《曾是香港蠱惑男》中形容，「更多香港人對主權移交後的前景感到悲觀和恐懼」。從香港保安局向BBC中文提供的香港居民移居外地的估算數字所見，1985年有2.23萬人移居外地，1986年略為回落至1.9萬，但此後持續上升至1992年的最高峰6.62萬。
由於加拿大的移民條件在發達國家中相對寬鬆且政策歡迎大批移民（90年代初一年接收20多萬移民），1980年代中至1990年代末的香港移民人士超過一半選擇移民到加拿大，而其他發達國家如紐西蘭、澳洲和美國亦是當時不少香港人移民的熱門之選。在移民的高峰期，連佛得角等小國也在雜誌上刊登廣告宣傳該國護照可以提供申請。當時，不少香港人移民選擇在加拿大的大溫哥華地區定居，當中卑詩省列治文又有「小香港」之稱，其他熱門的城市有多倫多、澳洲悉尼及墨爾本、紐西蘭奧克蘭及惠灵顿、英國倫敦及曼徹斯特、美國紐約市、舊金山、洛杉磯及芝加哥等。

#### 主權移交
至1996年起，即香港主權移交前一兩年，由於部份移民在外國的發展不濟，亦有部份移民對香港的前景改觀，一些已經歸化、持有外國護照的香港人回流香港，被視為香港回流潮。
1997年香港主權移交後，香港移民海外的人數逐漸下降，惟至2013年起，基於各種社會問題，例如中港矛盾的激起等，使到部份香港人再次對前景失去信心。2013年，香港保安局表示同年首半年有約3,900名香港人移居海外，比較2012年同期增加8%。《華爾街日報》中文版於同年8月21日引述該項數字報道，指出香港回歸逾15年後，香港人移民數字再現攀升勢頭，並且引述移民顧問表示，近數月欲移民的香港人愈來愈多，是因為對香港經濟前景和香港政治環境擔憂。報道引述澳加移民顧問公司（Auscan Visa Migration）代表指出，於2012年欲移民的香港客人數量增加一倍，是香港回歸後再現的大升幅。加拿大雷立得移民事務所（Rothe International Canada）代表指出，香港樓市是促使中產階層移民的因素之一，2008年起，香港住屋成本增加逾倍，香港政府在過去一年雖然採取了積極措施為樓市價格降溫，令到樓價陷入停滯，惟若然客戶現時出售在香港的物業，即使為小單位，仍然可以在其他國家改住相當大的獨立房屋。

### 香港國安法
2019年6月12日，香港爆發規模宏大的反修例示威，為香港自六七暴動以來最嚴重的社會動盪。
2020年7月1日，第十三屆全國人民代表大會單方面制訂的《香港國安法》於香港宣布實施，被西方國家指控嚴重侵犯香港人權，許多西方國家已經採取行動，以加快香港人移民海外程序和/或向包括澳大利亞、加拿大、中華民國、英國、美國、科索沃、阿爾巴尼亞、斯洛文尼亞等在內的許多香港移民授予難民身份。澳大利亞宣布，來自香港的學生在完成“合格”的高等教育之後，將有資格獲得5年的臨時畢業生簽證，從而在5年後獲得永久居留權。某些高度優先的臨時熟練工人也可以獲得五年簽證。英國宣佈為英國國民（海外）護照持有人以及某些受撫養人提供途徑申請，多達300萬香港人合資格可申請獲得居權甚至入籍英國。
時任香港特首林鄭月娥出席香港駐悉尼經貿辦舉辦的網上研討會時，形容有關港人移民的報道「誇大失實」，又笑言「所有離開的都是逃犯，我們不在乎」。

## 國家

### 英国
英國作為香港的前宗主國，歷史上即為不少香港人移民地的首選。
2020年7月1日，英國政府決定為英國國民（海外）（BNO）持有人推出特設居留簽證，在移民英國連續6年及符合相關要求後，即可申請登記為英國公民。
彭博一份報告表示，香港2021年將有約13100至16300戶家庭通過英國國民（海外）護照途徑搬遷到英國，為私有住宅家庭的0.9%至1.1%。
2023年2月，英國內政部於在Facebook專頁表示，過去兩年來有14.45萬港人經該計劃赴英展開新生活。香港理工大學專業及持續教育學院講師陳偉強估計，未來移民英國人數可能會高達30萬人。
2023年11月，南華早報報導，英國内政部表示，自從2021年開放BNO「5+1」移民英國計劃，共收到190,997份BNO申請，97.3%已獲批，當中166,022人已抵達或一直身處英國。
2024年5月24日，英國內政部公布最新移民數字，自2021年推出「BNO5+1」政策開始至今，從英國本地和國外收到共210,843宗申請，已批出201,877個案。
2025年5月12日，英國首相施紀賢公布新移民政策的白皮書，當中包括將得到永久居留的等待期由5年延長至10年，以及提高所有移民途徑的英語能力要求。這引起部份移英港人恐慌，擔心BNO簽證持有人亦會受新政策影響。據悉新政策或適用於已經在英的工作簽證持有人，未知BNO簽證會否受影響。

### 加拿大
1989年六四事件觸發香港移民潮，其時由於加拿大的移民條件在已開發國家中相對寬鬆且政策歡迎大批移民（90年代初一年接收20多萬移民），1980年代中至1990年代末的香港移民人士逾半選擇移民到加拿大。
2020年《香港國安法》生效後，加拿大推出專門為香港人而設的移民計劃（名為「港人避風港計劃」），並於相關簽證及難民政策上作出相應更改，為期五年。在過去5年（後改為10年，現時為不限畢業年數）中從認可專上院校畢業的香港人，可以申請加拿大3年開放工作簽證，進而於該國工作一年後申請成為加拿大永久居民、以至入籍；若申請人於加拿大專上院校畢業，更可即時申請成為永久居民。此外，香港居民申請加拿大工作或學生簽證的個案將獲得優先處理，而先前申請失敗人士可即時再次申請上述簽證。
2024年2月，媒體引述加拿大移民部（IRCC）數據指出，加拿大已根據Stream A/B批准了23,684份香港人簽證，其中2023年批准了2,535份，而2022年批准了13,383份，2021年批准了7,766份。
2024年11月，加拿大移民部指由於經難民及庇護通道申請永久居留的個案積壓，加上政府表明會逐年削減相關永居配額，估計需要至少四年時間才可完成審批經救生艇計劃申請永居的港人個案。更有人悲觀估計最長可能要等待八年。有申請人已經遞交永居申請一年左右，仍然未有消息，擔心明年簽證到期後的狀況。同時，他估計那些剛剛到達加拿大的港人可能面對一定程度的不確定性，指加拿大政府未有確切承諾何時完成永居個案審批，若果該等申請人在較後時間才遞交永居申請，可能面對無了期的等待。
2025年3月，因應加拿大新移民政策，有數據顯示，光是2024年的積壓的救生艇永久居留申請，便需要超過2年時間處理。有申請人表示，2023年9月是救生艇永久居留計劃的分水嶺，此後才提交永久居留申請的人士，等待可謂遙遙無期，又表示審批期延長，打亂了其人生規劃，令其不敢隨便出境探親或旅遊。有加拿大國會議員表示，按照現時進度，審批時間或需至少4年，超過了開放式工簽的3年有效期。同月，加拿大移民部更新官方網站的數據，表示大部份經救生艇計劃申請永久居留的個案，需要延遲到2027年後，方能完成處理。有經救生艇計劃來到加拿大的港人因應最新狀況，改走其他方法，例如聯邦政府的特快通道（EE），以申請加國永久居留。2025年6月底，政府將香港人救生艇計劃改列入經濟類移民，與特快通道屬同一類別，有望解決個案積壓問題，但未知具體配額。同時，據了解政府已經表示永久居留申請處理期間，申請人不必留在加拿大，只是申請時及獲批時需要身處加拿大。

### 
澳洲在2020年公布推出為港人而設的「避風港」政策，延長港人畢業生和技術簽證至5年，為他們申請永久居留提供條件。在「避風港」政策下，獲延長簽證或將來獲得5年簽證的港人，只要通過所有相關的性格、安全和健康檢查，居留滿5年後，即具申請永久居留權的資格。
2021年7月，澳洲公布將以「最高優先次序」審批香港居民的技術移民簽證申請，並擴大有關政策的適用人士，由特區護照持有人擴大至持有英國國民（海外）（BNO）護照也合符申請資格。
2021年9月，澳洲公布年度移民數據，由2020年7月1日至2021年6月30日期間，澳洲共向港人批出4,312個永久居留簽證或永居前臨時簽證，佔所有簽證2.69%。在過去1年獲批最多簽證的地區中，香港由上個財年的23位躍升至第8位。據澳媒報道，2020／21年度港人獲批的移民簽證數目，創1997年以來新高。相關數據未包括同年7月「優待港人措施」所帶來的效果。
2021年10月29日，澳洲公布所有持畢業生和技術簽證的香港居民，僅需住滿最少4年（指明偏遠城鎮為3年），即可循特設的「香港渠道」申請永久居留權，無須滿足常規計分制下的條件。

### 臺灣
1989年六四天安門事件過後，香港移民臺灣的人數曾經達一年逾3,000人。2012年，移居臺灣的香港人達逾600人，達到2001年以來高峰，比較過去幾年平均每年約200人，急升兩倍。
2013年，香港電台的《鏗鏘集》與商業電台的《十八樓C座》不約而同推出以「移民臺灣」為專題的節目。前者透過多個故事道出香港人移民臺灣的原由，有人覺得偏重地產金融使到香港失色，年輕一代發展有限。一位28歲的香港新移民在臺南購買了3房2廳的房，此價格在香港連一間小套房都不能夠購買，「雖然收入較低，但是這邊很適合生活，如果在香港要有這樣的陽台，應該是不可能的事情，以我這樣的收入的話。」一批反對中國共產黨、不滿香港生活品質及福利的香港青年在臉書上成立「Evacuation to Taiwan （页面存档备份，存于）」（撤退到臺灣）專頁，積極了解臺灣房地產市場，號召香港年輕人認識臺灣及移居臺灣。
已經移居臺灣的香港人認為臺灣的生活步調節奏比較悠閒輕鬆，不是每個人都需要「停不下來的商務生活」，不想活在又急又擠的環境。習慣自由風氣的香港人也不太適應香港回歸後的社會氣氛與更加吵雜擁擠的空間。田園風光與居住環境品質也是移民臺灣的誘因之一，有香港人說：「台灣贏在風土和人情味」，尤其住鄉下的日子很寫意，「路上遇到的人常講台語，真的聽不懂，但臉上都有笑容，一看就很舒服」、「在臺灣大家都可以騎摩托車，感覺很自由，我們在香港每天都在趕著坐捷運。」臺灣和香港距離近、文字相通、大學教育選擇多、消費物價可以接受都是香港人移居臺灣的理由。
不少過去從不投票的香港人移居臺灣後，不只願意服2年兵役，也參與臺灣選舉，以尋找「當家作主」的民主感覺。在臺北創業的黃先生認為如果他的下一代在臺灣成長，會有比較寬廣的思想空間。「我來臺灣是希望互相得益的，就是說我找到一個地方是值得我去花我的生命在這個地方，是一個互相貢獻的地方。」
根據內政部移民署統計，香港居民申請移居臺灣的人數由以往的每月不到百人，至2013年來每月均逾百人，至9月升幅至632人，相等於先前數月平均數的6倍。
台灣內政部移民署統計，自2012年起，港澳人士來台居留逐年攀升，2012年有8,624人，到了2016年攀升至15,449人，在5年內大幅成長79%；而2017年1至9月居留人數已達14,273人。
2019年香港反送中運動爆發，蔡英文政府高喊「撐香港」並於2020年7月成立援助港人的「台港服務交流辦公室」。2020年北京主導制定並推動付諸實施《國安法》後引發香港大規模移民潮，不少香港人選擇到同文同種、地理上最近香港、移民成本較低的台灣。根據台灣內政部移民署統計，2019年赴台灣居留港人有5,858人、定居1,474人；2020年居留10,813 人、定居1,576人；2021年居留11,173 人、定居1,685人。
2022年，香港赴台灣居留和定居的人數明顯減少，居留降至8945人，年減19.94%；定居驟減至1296人，年減23.09%。港人居留和定居出現大幅「雙降」，許多港人反映申請遭刁難、審查期拉長、加諸國安背景調查等，已造成越來越多港人不願繼續留台，選擇返回香港，甚至是「二度移民」，遠赴英國、加拿大或澳洲。2023年居留6,626人、定居1,432人。
2025年初，有消息指台灣政府研議修改港澳居民的居留制度，依親、投資或專業人員移民，或由原本居留一年即可申請定居，延長至四年。另外，或會為港澳居民新增長期居留制度，性質介於居留與定居之間，類似其他國家的永久居留，但不能領取當地身份證及在當地投票。據了解政府會為新政策設合理過渡期。
2025年6月，陸委會發布數據，指反送中後獲准在台定居的香港人不足萬人。多名在台原香港政治人物批評現時民進黨政府把香港人全當成中共間諜，處處刁難，無視香港人擁有的專業知識和執照，導致大批在台港人被迫二次移民，前往歐美等移民政策相對友善的國家。

### 美国
2022年1月，美國眾議院推出《2022年美國競爭法》，當中將包括一套專為香港人而設的移民制度，但最後未獲採納。

## 數據
根據政府統計處的數據，香港首次出現集中移民潮為1989年六四事件後的五年（即1990至1994年），期間共有約30萬人移民外地，為二戰以來首次，導致香港不少人才及資本外流，對香港人口結構造成重大影響。
第二次集中移民潮始於2019年反修例運動及2020年《香港國安法》實施，約於2024年底完結。根據不同學者的推算，估計今次移民潮有最多約30萬港人移民海外，規模相當於1989年六四事件後出現的移民潮。
香港特首李家超2022年10月發表其任內首份《施政報告》，於官方渠道首次披露政府估算，過去兩年香港約有14萬勞動人口流失。
香港中文大學新聞與傳播學院兼任講師梁啟智指出，自從2020年7月至2022年底，已有最少40萬名香港人經赤鱲角國際機場離港移居外國生活，僅在2022年2月一個月內就超過6萬人，而這個數字尚未計算前往中國大陸生活的香港人。
根據香港政府統計數字，2022年底香港人口臨時數字約為733.32萬，為自2016年最低。與2019年底香港人口的750.79萬相比，3年減少約17.5萬人。
香港稅務局2023年4月3日宣布，將於5月2日發出240萬張2022/23年度個別人士報稅表，較2021/22年度減少約7萬張，連跌3年。與2019年的277萬張相比，3年間累減約37萬張。中大商學院亞太工商研究所名譽教研學人李兆波表示，倘市民失業，稅務局一般不會即時停發報稅表，因此數字主要反映移民潮的影響，認為香港人口仍持續流失。
2023年7月，光傳媒翻查資料，根據香港入境處每日公布的「出入境旅客流量統計數字」，由2020年7月1日剛實施《國安法》，直至2023年6月30日，經機場離港的香港居民累計共有633萬人次，並有580萬人次返港，反映三年間經機場的淨離港人次約有53萬人。
2024年5月30日，前有線新聞助理總監兼有線財經台台長顏寶剛在專欄“財經拆局”指出，透過BNO Visa抵達英國的香港人已經有18萬1000人。而且值得注視，同一時間透過以永久離港提取MPF人數，由2019-23年合共有15.5萬人，加上家屬人數應該會超逾20萬人。由於兩者不會重疊（BNO Visa無法提取MPF），可以肯定的是這幾年離港的人超過40萬人。

## 影響

### 教育

#### 數據
2023年7月，香港教育局公布新一份《學生人數統計報告書》，本學年(2022/23學年)中小學生合共流失逾2.7萬人，流失率為3.99%，為近三年以來最高。21/22學年流失率為3.64%，20/21學年為2.24%。本港三年合共流失近6.8萬個中小學生。 有港島名校中學校長不願具名表示，過往均有不少高中學生選擇海外升學，近年流失情況增多，21/22學年學生流失率更達10%，大部分涉及移民或社會因素。去年外地多國在疫情時陸續「通關」，刺激更多人離港升學，「新冠疫情幾年去唔到，積埋一年去晒」，而本學年流失率則相對有所回落，但未有透露具體數字。

#### 幼稚園
2024年5月，有35年歷史的馬鞍山耀榮中英文幼稚園致函家長，稱出生率下降、移民潮、跨境學童減少等原因，學生大幅減少，面對龐大財政虧蝕，難繼續營辦。教育局表示，本學年全港有14間學校在學期內或完結時停辦。教育工作者聯會副主席林翠玲形容，幼稚園業界「還未走過寒冬期的三分之一」，今次停辦的學校位於南區，租金昂貴加上移民潮導致收生不足，無奈要選擇結業，「私立獨立幼稚園多以中產家庭為目標，但移民潮下，學生少了一大截，面對市場競爭便有困難。」

#### 小學
2023年3月，坐落九龍塘逾60年的私校德雅小學，因收生不足，宣布逐年停辦。該校助理校長金雅慧由1997年任職至今，見證學生人數下跌，稱2018年即移民潮前每級可至少開5班，高峰期一級曾開到7至8班，但移民潮下不少學生中途退學，加上出生率跌，小一收生亦大減，經歷「幾年掙扎」後，校方估計未來幾年情况不會好轉，辦學團體考慮過不同方案，終決定逐年停辦。

### 家庭
香港大學賽馬會防止自殺研究中心總監葉兆輝稱，移民潮導致2022年香港長者自殺人數增加。

## 作品

### 文學
六七暴動後，在何紫的兒童文學作品《40兒童小說集》系列裡，記載了不少香港兒童因為與家人移居外國而要與同學分離的故事。這一股移民潮一直延續到大約1970年代中期文化大革命結束後才稍為止息。

### 音樂
1985年許冠傑歌曲《日本娃娃》歌詞：「1997，哼！嗰陣冇有駛怕，實行住原宿開間sushi bar」歌詞流露當時香港人對1997年的憂慮情緒，更考慮移民到海外生活。
1987年許冠傑歌曲《悶到透》歌詞：「知否這數月來，身邊各老友，開始計較未來，紛紛去各國覓個竇」，「交上損友，跟風的跑去外國，拋低所有覓偶，分手之際像怨偶」
1988年許冠傑歌曲《我是太空人》歌詞：「重重浮雲，矇矇矓迎著我飄近，機艙裡望向窗外我心內，既失落也興奮」，「迷糊徬徨，如逃亡離別這海岸，匆匆趕往越過風浪，再希望我早日會釋放」歌詞反映當時因移民潮而出現的太空人現象，即丈夫在安置好家人移民後，獨自回港工作，與家人長期分隔兩地，只能久久回去探望。
1988年達明一派歌曲《今天應該很高興》歌詞：「偉業獨自在美洲，很多新打算；瑪莉現活在澳洲，天天溫暖」
1989年黃翊歌曲《誰來愛我們？》歌詞：「這邊廂，人們疾呼聲高漲；那邊廂，人們踏進機場」
1989年黃霑歌曲《皆因一經過六四》歌詞：「皆因一經過六四，成日送機，冇哂鄉里」，原曲為《聽啊！天使高聲唱》，由著名填詞人林夕改編歌詞而成。
1990年譚詠麟歌曲《夢仍是一樣》歌詞：「雨中的我倆，那管方向，只是你遠隔重洋」
1990年許冠傑歌曲《同舟共濟》歌詞：「實在極不願，移民外國做二等公民」
1990年許冠傑歌曲《香港製造》歌詞：「美加，買嘢咁鬼遠路途，最怕去到無工做！」
1990年許冠傑歌曲《話知你九七》歌詞：「移民外國亦係聽糟質！」
1991年徐小鳳歌曲《打每一個電話》歌詞：「寄信寄去印度和南美洲，巴西、烏拉圭、伊豆，通處係我班老友！......談論你那新居大廈，談論着大雪落下，談談外國樓價，澳紐美加，那一度起了價？」
1991年李克勤歌曲《後會有期》歌詞：「誰願孤孤單單到遠地，為了呼吸新鮮的空氣」，「誰在這邊趕上機，誰在那邊講道理，害怕等最後限期像處死」
1991年張學友歌曲《我愛玫瑰園》歌詞：「個個要移民到處去尋尋尋」，「你要到那遠方覓心中夢想，逃離繁榮鬧市這東方天堂」
1993年張學友歌曲《留住這時光》歌詞：「還用你誠意將心照亮，留住我不想他往」
1994年陳百祥歌曲《我至叻》歌詞：「你話移民好？我就怕生保！」
2016年周國賢歌曲《今生不回家》歌詞：「當一個新移民，切斷上半生，找一個新祖國繼續做人。回望每一組歸家腳印，沒想到，護照要蓋滿新的印。」全首歌曲以淺白語言說明移民的哀愁。
2019年菊梓喬歌曲《你就是天下》歌詞：「誰讓我值得一世留下？名利常耀眼，都水月鏡花」，「離別了是非，放下固執拋開天下」
2020年馮允謙歌曲《地球來的人》形容移民時既渴望離開又後悔的矛盾心情，歌詞：「我們能升空 不管世界醜惡 城內祝福無多 坐上機艙去搜索」及「我們能升空 偏偏發覺很錯
城內祝福無多 後悔不歸去搜索」。馮允謙兒時隨家人移民加拿大。
2021年RubberBand歌曲《Ciao》，歌名在意大利文意思指再見。歌詞：「願你去到新天地
在那邊休息 閒來看齣戲」、「再見偏說到紅眼
被時代拆散 才道別那樣難」、「聽朝散聚誰先飛 未及嘆氣 這晚的 懇請放入行李」。而MV中主角一家正準備移民，也有女主角回憶童年時移民來港的片段。
2021年岑寧兒歌曲《風的形狀》歌詞：「記不記得 你將證件 與機票 連著一份渴望 放入這背囊 紮根也好 旅居也好 也許你 還未知道答案」。岑寧兒生於香港，曾留學旅居多倫多，北京，台北等地。（最佳成績︰2021年10月9日（第41週）903專業推介 冠軍，繼1988年12月11日達明一派《今天應該很高興》後，相隔33年後再有「移民」主題歌曲奪得903專業推介當週冠軍）
2021年MC $oHo & KidNey歌曲《係咁先啦》歌詞：「走先喇，係咁先喇，下次再玩吖。再見喇係咁先喇，下次見啦吓。走先喇係咁先喇，下次再玩吖。再見喇下次見啦，有下次嘅話。」歌詞中有提及派對飲酒後趕搭N259尾班巴士（相信是指巴士比的士車費便宜，但現實中九巴沒有開辦有關路線）回家的厭惡，但MV中卻是的士在北大嶼山公路往機場方向的情景，利用派對後失落離開的心情，借代移民的情緒。
2023年張敬軒歌曲《隱形遊樂場》歌詞想得到煙花 「馬上有煙花，你末看到嗎，城堡靠想像 仍可再攀爬，流亡荒野 眼前都有, 永恆在轉 那群木馬，長大 如遺落了它 我會害怕」。MV所有情節在英國倫敦拍攝也有黃偉文客串的片段。

### 電影
- 1987-89年：富貴逼人系列三部曲
- 1988年：我愛太空人
- 1988年：亡命鴛鴦
- 1991年：Beyond日記之莫欺少年窮
- 1992年：吳三桂與陳圓圓
- 1996年：虎度門

### 電視劇
- 1989年：香港雲起時
- 1990年：香港蛙人
- 1990年：富貴冤家
- 1990年：笑傲在明天
- 1991年：我愛玫瑰園
- 1991年-1992年：卡拉屋企

### 廣告
1987年人頭馬洋酒廣告「香港幾好都有！我點（怎）捨得走？」
1980年代末至1990年代中期播映的鐵達時天長地久廣告系列「不在乎天長地久，只在乎曾經擁有」。
1991年播映的香港電訊廣告，幾個人笑談對「移民」的看法，最後一個女孩神色凝重地說「因為我們始終都係香港人啊嘛，如果個個都走哂，咁邊個理香港？」
2021年播映的譚仔三哥廣告，以移民為背景：「送給每一個喜歡三哥味道的香港人，身處外地仍然掛念三哥味道的你」；而一開始陳卓賢說「有人離開，有人留低……但有一種味道永遠都唔會變。」